# منطقه ۱۹ پاریس
منطقه ۱۹ پاریس(به فرانسوی: 19e arrondissement de Paris)یکی از مناطق ۲۰گانه پاریس پایتخت فرانسه است. این منطقه در ساحل سمت راست رود سن قرار گرفته‌است. منطقه ۱۹ با نام بوت شومون هم شناخته می‌شود ولی معمولاً از این نام استفاده نمی‌شود.
منطقه ۱۹ پاریس دو پارک را در برمی‌گیرد: پارک بوت شومون و پارک دو لاویلت ، که در کنار شهر علم و فناوری ، کنسرواتوار پاریس ( یکی از معروف‌ترین هنرستان‌های موسیقی در سراسر اروپا) و فیلارمونی پاریس که هر دو قسمتی از سیته دو لا موزیک (شهرک موسیقی ) هستند، قرار گرفته است.